# Стартовий ланцюг
Стартовий ланцюг (англ. bootstrap circuit) — частина електричної схеми, що забезпечує стабільний старт цієї схеми. У сучасній електронній схемотехніці термін часто застосовується до методу забезпечення повного відкривання польових МДН-транзисторів (англ. MOSFET) в імпульсних схемах.

## Відкривання польових МДН-тразисторів
В імпульсних схемах, з низки причин, виникає необхідність у додаткових ланцюгах для відкривання польових МДН-транзисторів.
Рухливість основних носіїв заряду напівпровідника n-типу (електронів) більша ніж рухливість основних носіїв заряду напівпровідника p-типу (дірок). Тому напівпровідникові прилади з переважним використанням напівпровідника n-типу в своїй структурі здатні пропускати більшу густину струму ніж аналогічні за будовою прилади з переважанням напівпровідника p-типу. Через це, в силових вихідних каскадах (зі струмами більше 1 А) уникають застосування польових МДН-транзисторів з каналом p-типу. А це, в свою чергу, призводить до труднощів у схемах вихідних каскадів на зразок комплементарної пари (транзистор з каналом p-типу над транзистором з каналом n-типу).
У звичайному вихідному каскаді на основі комплементарної пари польових МДН-транзисторів обидва транзистори ввімкнені за схемою зі спільним витоком. Якщо замінити верхній p-канальний транзистор n-канальним, то останній виявиться ввімкненим за схемою зі спільним стоком. Така схема має декілька суттєвих недоліків.

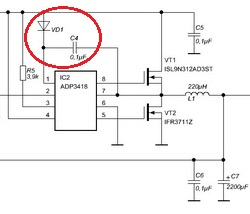
Використання стартового ланцюга на основі мікросхеми ADP3418

По-перше, транзистор у цьому режимі працює як повторювач напруги — напруга на навантаженні {\displaystyle U_{load}} буде менша за напругу живлення схеми {\displaystyle U_{s}} на величину порогової напруги відкривання транзистора {\displaystyle U_{th}}
{\displaystyle U_{load}=U_{s}-U_{th}}
По-друге, транзистор не відкриється повністю (не перейде в режим насичення), його опір буде суттєвим, що призведе до виділення на транзисторі значної паразитної потужності. Це не дозволить досягти високої ефективності.
Однак в імпульсних схемах ці проблеми вирішуються порівняно легко завдяки використанню стартового ланцюга, що має в своєму складі конденсатор (зазвичай невеликої ємності, 100 пФ..1 мкФ). Доки транзистор закритий спеціальна схема заряджає конденсатор, а коли потрібно відкрити транзистор — підключає цей конденсатор до затвора транзистора так, що напруга на затворі перевищує напругу живлення схеми і транзистор швидко переходить у режим насичення і може перебувати в такому стані деякий час за рахунок власної ємності затвора.
Такий підхід широко застосовується. Наприклад, у схемі драйвера DRV104 або ADP3418.